# جامعة تشونغ انغ
جامعة تشونغ انغ المعروفة أيضًا بالجامعة المركزية هي جامعة خاصة في العاصمة سول في كوريا الجنوبية. وتتوفر الجامعة على حرمين مختلفين.
كانت الجامعة في الأصل إبان تأسيسها في عام 1918 روضة للأطفال تديرها الكنيسة، ثم تحولت في عام 1922 إلى مدرسة لمعلمات رياض الأطفال إناث قبل أن تتحول إلى مركز جامعي في عام 1953.
وتعد الجامعة أول جامعات كوريا الجنوبية التي منحت دروسا في الصيدلة وإدارة الأعمال والاتصال الجماهيري والإعلان والعلاقات العامة والتخطيط العمراني والعقارات وهندسة أنظمة الطاقة وعلم الاجتماع وعلم النفس في حرم سول. في حين ثم إنشاء التخطيط الحضري وهندسة نظام العقارات والطاقة في بداية عام 2014. في الحرم الجامعي الثاني آنسيونغ هناك تخصصات مثل الكتابة الإبداعية والتصوير الفوتوغرافي والدراسات الدرامية والسينمائية وهي نشطة في الصيدلة والإعلام والفنون.